# Ernst Degner
Ernst Eugen Wotzlawek Degner, conegut com a Ernst Degner   (Gliwice, 22 de setembre de 1931 - Arona, 10 de setembre de 1983), fou un pilot de motociclisme alemany que va guanyar el Campionat del Món de 50cc de 1962 amb una Suzuki, obtenint així el primer títol mundial per a aquesta marca japonesa.
Nascut a l'Alta Silèsia -un territori que esdevingué part de Polònia després de la Segona Guerra Mundial- i resident a la República Democràtica Alemanya des de petit, Degner va ser conegut al seu moment per desertar a l'Alemanya Occidental, des d'on més tard va revelar a Suzuki les tècniques de preparació de motors de dos temps que havia après a MZ. El fet de fugir de la RDA i desvelar uns coneixements tecnològics mantinguts en secret durant dècades va tenir una gran repercussió entre l'opinió pública i el règim socialista de l'Alemanya Oriental.

## Biografia

### Primers anys
El pare d'Ernst Degner es va morir just abans del final de la Segona Guerra Mundial. Ernst, la seva germana gran i la seva mare van fugir de casa seva, a Gleiwitz -l'actual Gliwice polonesa-, en veure l'avanç de l'Exèrcit Roig i van acabar a Luckau, una ciutat que, com tot Brandenburg, va acabar dins la República Democràtica Alemanya al final de la guerra. La mare de Degner es va morir poc després. Degner va anar a l'escola secundària tècnica de Potsdam i va obtenir un diploma en enginyeria de desenvolupament el 1950. Llavors va fer d'aprenent de mecànic de motocicletes al mateix Potsdam.
El 1950, Degner va entrar al Motoclub de Potsdam, on va conèixer a Daniel Zimmermann, un dissenyador i enginyer que havia construït una motocicleta de curses de 125 cc excepcionalment ràpida basada en la DKW RT 125. La moto s'anomenava ZPH (les inicials dels cognoms de Zimmermann i dels seus dos pilots, Bernhard Petruschke i Diethart Henkel). La ZPH va resultar més ràpida que les IFA (més tard rebatejades MZ) de fàbrica de la RDA, unes motos que també es basaven en la DKW RT 125. Degner va començar a competir el 1952 i després d'una temporada reeixida va obtenir la llicència per a competir a l'"Ausweisklasse" l'any següent. La temporada de 1953 Degner va obtenit les seves primeres victòries a les Leipziger Stadtparkrennen (curses urbanes al parc de Leipzig) i a Bernau. Va acabar la temporada com a subcampió del campionat Ausweisklasse de 125cc en categoria júnior. Zimmermann li va proporcionar aleshores un motor ZPH amb el qual Degner va acabar segon darrere de Horst Fügner al Campionat d'Alemanya de l'Est de 125cc de 1955.

### Carrera amb MZ

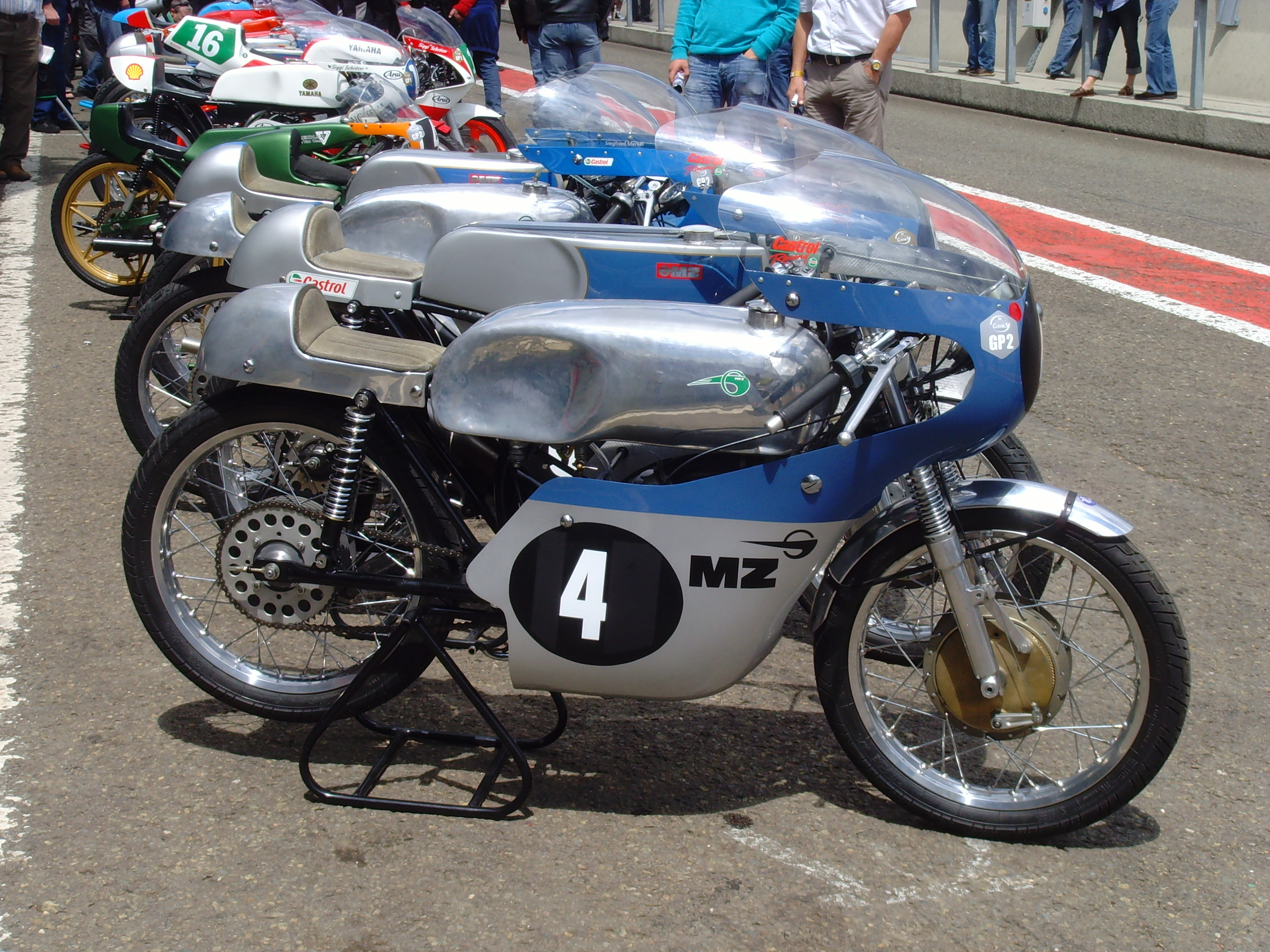
Una MZ 125 dels volts de 1960

El director de l'equip de MZ, Walter Kaaden, es va adonar dels èxits de Degner amb la ZPH i el va fitxar com a enginyer/pilot per a la fàbrica de Zschopau. Degner va posar com a condició que la seva xicota, Gerda Bastian, tingués també feina a la fàbrica. Degner va començar a treballar a MZ l'u de març de 1956 i va córrer amb èxit per al fabricant de la RDA, conegut pel seu ús de motors de dos temps. Kaaden havia descobert principis sobre com les ones sonores i les càmeres d'expansió afecten l'afinació dels motors d'aquesta mena. El 1957, Degner va guanyar onze de les catorze curses de 125cc en què va competir amb la MZ i va acabar la temporada com a campió de l'Alemanya de l'Est de 125cc.
A partir de 1958, la fàbrica va inscriure Degner a totes les curses del Campionat del món i ja el 1959 l'alemany va aconseguir la seva primera victòria en Gran Premi, concretament a la cursa de 125cc del GP de les Nacions de Monza. Va acabar la temporada en cinquè lloc final al mundial de 125cc i quart al de 250cc. Una caiguda als entrenaments del TT de l'Illa de Man de 1960, la primera ronda de la temporada, va dificultar la seva percaça del títol mundial de 125cc, però una posterior victòria al Gran Premi de Bèlgica (la segona de la seva carrera) el va situar al tercer lloc final del campionat.

### Defecció
Els freqüents desplaçaments de Degner amb la seva família a l'Europa Occidental per tal d'assistir a les curses van forjar amistats amb pilots occidentals i aviat els Degner van poder comprovar per si mateixos l'estil de vida molt superior dels seus amics en comparació amb el seu. A més, els Degner no tenien cap desig de criar els seus fills en un estat totalitari obsessionat per saber tot el que pensaven i feien els seus ciutadans. Aquests pensaments van encoratjar la família Degner a plantejar-se d'escapar cap a l'oest, com ja estaven fent molts professionals d'Alemanya de l'Est.
La família Degner va decidir de desertar a finals de 1960. Per tal de poder continuar amb les seves ambicions esportives al campionat del món, Degner necessitava un contracte de fàbrica per a substituir el que tenia amb MZ. L'experiència de Degner era exclusivament amb motors de curses de dos temps, i en aquella època hi havia pocs fabricants de motos de Gran Premi d'aquesta mena. Suzuki i Yamaha n'eren dos i casualment cercaven l'èxit al campionat de 1961, a punt de començar: després d'un desastrós debut al TT de l'Illa de Man de 1960, Suzuki estava a punt de començar el seu segon any al mundial; Yamaha, per la seva banda, també estava planejant el seu debut a la mateix temporada. Degner va contactar per primer cop amb Suzuki el juny de 1961 a les curses del TT de Man, on MZ i Suzuki compartien el mateix hotel. Només tres setmanes més tard (el 30 de juny de 1961), Degner va signar en secret per Suzuki durant el Gran Premi dels Països Baixos a Assen. Proveït d'un contracte de curses de Suzuki, Degner va començar aleshores a planificar la seva pròpia fugida i la de la seva família a l'oest.
El pla inicial era passar de Berlín Est a Berlín Occidental i després volar a l'Alemanya Occidental. A Berlín, les fronteres permetien en aquells moments el pas lliure dels alemanys orientals a Berlín Occidental, on molts d'ells treballaven a l'època. Abans que la fugida de Degner es pogués dur a terme, el règim socialista va construir el mur de Berlín a l'agost de 1961 i les fronteres de Berlín restaren tancades. Aleshores, Degner va organitzar la fugida de la seva família dins el maleter d'un cotxe durant el cap de setmana del 16 al 17 de setembre, mentre ell corria al Gran Premi de Suècia a Kristianstad. Durant el Gran Premi podria haver assegurat el Campionat del Món de 125cc per a ell i per a MZ, però el seu motor va fallar en començar la cursa. Irònicament, el seu principal rival pel títol mundial de 125cc, el pilot d'Honda Tom Phillis, no va poder tampoc aconseguir el títol a la cursa ja que hi va acabar sisè, a dues voltes del guanyador Luigi Taveri. Després de la cursa, Degner va viatjar amb el seu Wartburg fins a Gedser, a Dinamarca, on va agafar el transbordador cap a Holstein-Großenbrode, a l'Alemanya Occidental. Des d'allà, va conduir fins a Dillingen, a la frontera entre la RFA i França, i es va reunir amb la seva dona i la seva família, que ja havien desertat a l'Alemanya Occidental.
Després que l'equip de MZ va descobrir la seva deserció, l'Estat de la RDA va acusar Degner d'haver destruït deliberadament el seu motor a la cursa de Suècia i l'Allgemeiner Deutscher Motorsport Verband  (ADMV, "Federació General d'Esports de Motor Alemanya") va presentar una queixa a la FIM. Les acusacions dels alemanys orientals van donar lloc a la revocació de la llicència de competició de l'Alemanya de l'Est de Degner.
Degner, però, havia obtingut una llicència de curses de l'Alemanya Occidental i, amb l'ajuda del doctor Joe Ehrlich, propietari de les motocicletes EMC, es va inscriure amb una EMC 125cc a la següent ronda del campionat, el Gran Premi de l'Argentina, on encara podia lluitar pel títol mundial. L'ADMV va advertir els organitzadors de la cursa que Degner no tenia cap llicència per a competir i els argentins (que pagaven els costos del transport aeri de les motocicletes a l'Argentina) van enviar un telegrama als transportistes d'EMC. Això va endarrerir l'arribada de l'EMC de Degner a l'Argentina fins al punt que l'alemany no va ser a temps de poder-la fer servir. Phillis va guanyar, doncs, la cursa i el títol mundial. Si Degner hagués guanyat aquella cursa, s'hauria proclamat campió del món de 125cc. En un tribunal de la FIM a Ginebra els dies 25 i 26 de novembre de 1961, el tribunal va desestimar l'acusació de MZ que Degner havia espatllat deliberadament el motor de la seva MZ al Gran Premi de Suècia al setembre.

### Carrera amb Suzuki

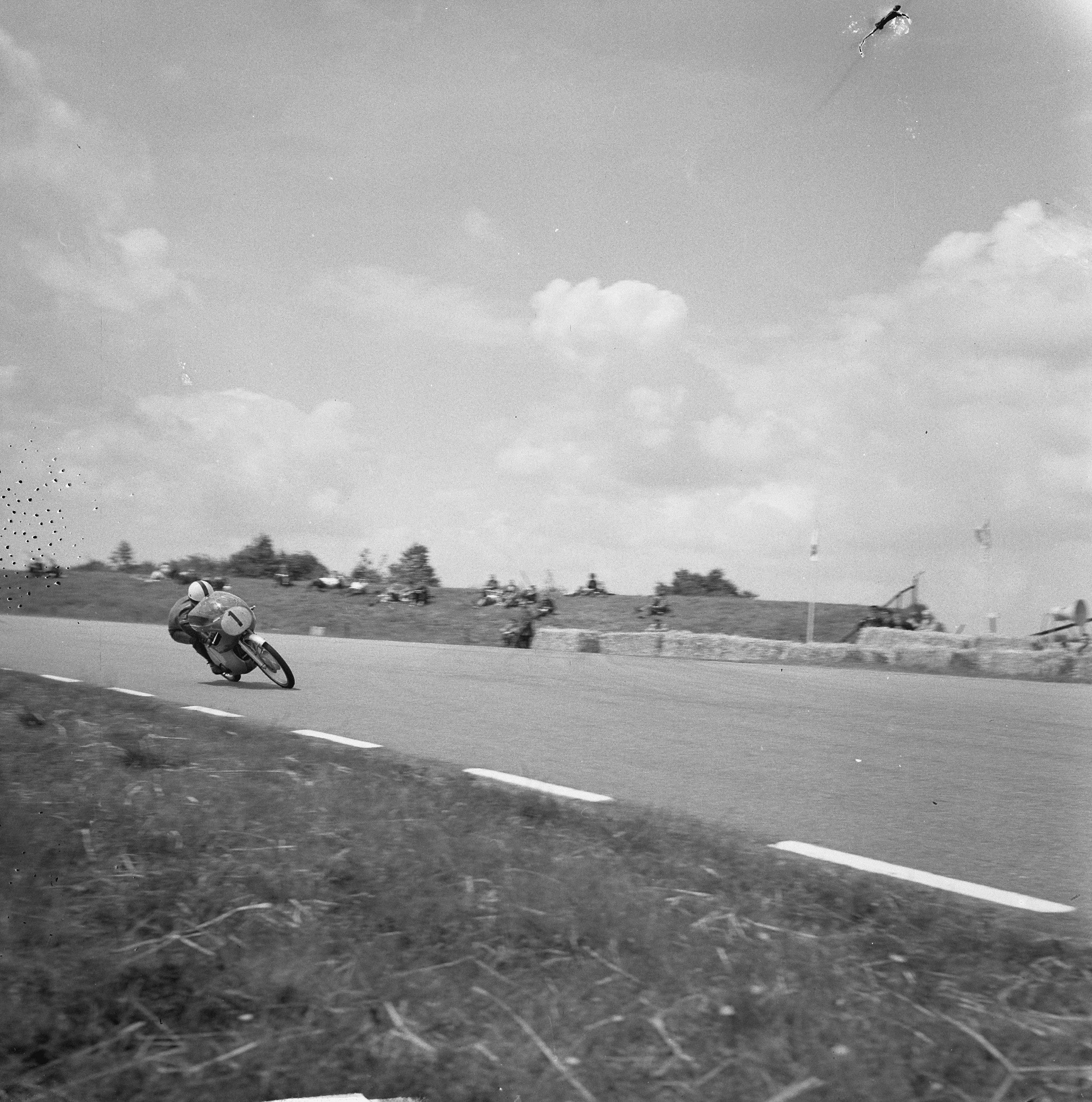
Ernst Degner amb la Suzuki al Dutch TT de 1963

El novembre de 1961, l'empresa japonesa Suzuki va contractar Degner i aquest es va traslladar a Hamamatsu per a treballar al departament de competició de la firma durant l'hivern. Fent servir els coneixements especialitzats en l'escombrat de bucles en motors de dos temps que havia adquirit a MZ, Degner va dissenyar els nous prototips de 50 i 125cc de Suzuki. El 14 d'octubre de 1962, Degner va guanyar el primer Campionat del Món de Suzuki en la classe de 50cc.
El 3 de novembre de 1962, a la cursa inaugural del circuit de Suzuka, Degner es va estavellar quan una ràfega de vent va alçar la roda anterior de la seva Suzuki 50cc mentre girava al revolt número 8. Més tard, per tal de recordar el primer accident de Suzuka, el revolt 8 es va anomenar Degner Curve.
Hiroyuki Nakano, de Suzuki Japan, va ser testimoni de l'accident i, posteriorment, en va informar així:
Al novembre [de 1962] se celebrà la cursa del campionat All Japan al circuit de Suzuka acabat d'enllestir, on Degner corria sol al capdavant de la cursa de 50cc i mostrava un ritme fort, però va caure i es va haver de retirar. El revolt on va caure es va anomenar 'Degner curve'.
Al Gran Premi del Japó de 1963, celebrat el 10 de novembre, després d'una mala sortida, Degner va quedar relegat al darrer lloc de la graella i va estavellar la seva Suzuki 250cc durant la primera volta de la cursa, a la sortida del revolt 2 del circuit de Suzuka. El dipòsit de combustible de la Suzuki estava ple i va esclatar en flames, embolcallant el pilot. A la seva autobiografia, el company d'equip de Suzuki de Degner, el neozelandès Hugh Anderson, va declarar:
Quan vam sortir del primer revolt al començament de la segona volta, ens vam trobar amb banderes grogues agitades frenèticament i un gran núvol de fum i flames. L'Ernst s'havia estavellat amb força i estava estirat inconscient. En Frank [Perris] s'havia aturat i els comissaris, després d'arrossegar l'Ernst lluny de les flames, estaven ocupats amb els seus extintors intentant controlar l'infern alimentat amb 25 litres de benzina. La cursa va continuar.
Les horribles cremades de Degner van requerir més de cinquanta empelts de pell i no va poder tornar a competir a l'equip Suzuki fins al setembre de 1964. Més tard, aquell any mateix, va guanyar el Gran Premi del Japó de 125cc. Va guanyar tres Grans Premis més el 1965 abans de retirar-se de les curses de motociclisme al final de la temporada de 1966.

### Darrers anys i mort
Després de dedicar-se un temps a les curses de cotxes monoplaça, Degner va treballar durant un període com a director tècnic a l'importador alemany de Suzuki a Munic. Després es va traslladar a Tenerife, a les Canàries, on va dirigir un negoci de lloguer de cotxes. Va ser allà on va morir en circumstàncies misterioses l'any 1983, a 51 anys. Degner havia esdevingut addicte als medicaments després del seu accident al Japó i la seva mort possiblement es va produir per una sobredosi. Durant anys, va haver-hi rumors persistents que deien que Degner s'havia suïcidat o bé que havia estat assassinat per la Stasi com a venjança per la seva deserció. El seu certificat de defunció, però, indica que es va morir d'un atac de cor.

## Resultats al Mundial de motociclisme
Fonts:
Barem de puntuació de 1950 a 1968:
| Posició | 1 | 2 | 3 | 4 | 5 | 6 |
| Punts   | 8 | 6 | 4 | 3 | 2 | 1 |

(Ids. Grans Premis | Llegenda) (Curses en negreta indiquen pole; curses en  itàlica indiquen volta ràpida)
| Any  | Categoria | Equip  | 1      | 2     | 3     | 4      | 5     | 6     | 7     | 8     | 9     | 10    | 11    | 12    | 13    | Punts | Posició | Victòries |
| ---- | --------- | ------ | ------ | ----- | ----- | ------ | ----- | ----- | ----- | ----- | ----- | ----- | ----- | ----- | ----- | ----- | ------- | --------- |
| 1956 | 125cc     | MZ     | IOM -  | NED - | BEL - | GER 0  | ULS - | NAT - |       |       |       |       |       |       |       | 0     | —       | 0         |
| 1957 | 125cc     | MZ     | GER 6  | IOM - | NED - | BEL -  | ULS - | NAT - |       |       |       |       |       |       |       | 1     | 13è     | 0         |
| 1958 | 125cc     | MZ     | IOM 5  | NED 6 | BEL - | GER 3  | SWE 5 | ULS - | NAT - |       |       |       |       |       |       | 9     | 7è      | 0         |
| 1958 | 250cc     | MZ     | IOM -  | NED - |       | GER -  | SWE - | ULS 4 | NAT - |       |       |       |       |       |       | 3     | 14è     | 0         |
| 1959 | 125cc     | MZ     | IOM NC | GER 6 | NED - | BEL -  | SWE - | ULS 3 | NAT 1 |       |       |       |       |       |       | 13    | 5è      | 1         |
| 1959 | 250cc     | MZ     | IOM NC | GER - | NED 6 | BEL -  | SWE 4 | ULS 3 | NAT 2 |       |       |       |       |       |       | 14    | 4t      | 0         |
| 1960 | 125cc     | MZ     | IOM -  | NED 5 | BEL 1 |        | ULS 3 | NAT 3 |       |       |       |       |       |       |       | 16    | 3r      | 1         |
| 1960 | 250cc     | MZ     | IOM -  | NED 6 | BEL - | GER -  | ULS - | NAT 3 |       |       |       |       |       |       |       | 5     | 8è      | 0         |
| 1961 | 125cc     | MZ     | ESP 2  | GER 1 | FRA 2 | IOM NC | NED - | BEL 4 | DDR 1 | ULS 2 | NAT 1 | SWE - | ARG - |       |       | 42    | 2n      | 3         |
| 1961 | 250cc     | MZ     | ESP -  | GER 4 | FRA - | IOM -  | NED - | BEL - | DDR - | ULS - | NAT - | SWE - | ARG - |       |       | 3     | 13è     | 0         |
| 1962 | 50cc      | Suzuki | ESP -  | FRA - | IOM 1 | NED 1  | BEL 1 | GER 1 |       | DDR - | NAT - | FIN 4 | ARG 2 |       |       | 47    | 1r      | 4         |
| 1962 | 125 cc    | Suzuki | ESP -  | FRA 5 | IOM 8 | NED 4  | BEL - | GER - | ULS - | DDR - | NAT - | FIN - | ARG - |       |       | 5     | 11è     | 0         |
| 1963 | 50cc      | Suzuki | ESP -  | GER 3 | FRA 2 | IOM NC | NED 1 | BEL 2 |       |       |       |       | ARG 2 | JPN - |       | 30    | 3r      | 1         |
| 1963 | 125cc     | Suzuki | ESP -  | GER 1 | FRA 6 | IOM 3  | NED - | BEL - | ULS - | DDR - | FIN - | NAT - | ARG - | JPN 3 |       | 17    | 6è      | 1         |
| 1964 | 125cc     | Suzuki | USA -  | ESP - | FRA - | IOM -  | NED - | GER - | DDR - | ULS - | FIN - | NAT 3 | JPN 1 |       |       | 12    | 6è      | 1         |
| 1965 | 50cc      | Suzuki | USA 1  | GER - | ESP - | FRA 3  | IOM 3 | NED 5 | BEL 1 |       |       |       |       |       | JPN - | 26    | 4t      | 2         |
| 1965 | 125cc     | Suzuki | USA 2  | GER 4 | ESP - | FRA 2  | IOM 8 | NED - |       | DDR - | CZE - | ULS 1 | FIN - | NAT - | JPN - | 23    | 4t      | 1         |
| 1966 | 50cc      | Suzuki | ESP -  | GER - | NED - | IOM 4  | NAT - | JPN - |       |       |       |       |       |       |       | 3     | 6è      | 0         |